# Općine Lihtenštajna
Lihtenštajn je podjeljen na 11 općina (Gemeinden). Jedna općina u Lihtenštajnu većinom sadrži samo jedan grad. 5 od 11 općina pripada "Unterland" - nižoj zemlji, uz Rajnu, a ostale pripadaju "Oberland" - višoj zemlji u planinama.
11 općina su:
- Balzers
- Eschen
- Gamprin
- Mauren
- Planken
- Ruggell
- Schaan
- Schellenberg
- Triesen
- Triesenberg
- Vaduz